# Blues Turn
Albums de Guy Bélanger
Dusty Trails
(2012) Traces & Scars
(2017)
Blues Turn est le quatrième album de Guy Bélanger paru en 2014. Pour son quatrième album, Guy Bélanger retourne aux sources[réf. nécessaire] et tente d'abord une excursion à Chicago afin d'enregistrer quelques pièces dans les mythiques studios de Delmark Records. Il s'y entoure de vétérans de la scène blues de la ville et y enregistre un total de trois pièces. Il en profite également pour filmer une petite vidéo souvenir de son passage chez Delmark. À Toronto, il fait appel à Steve Strongman afin d'écrire et d'enregistrer quelques morceaux supplémentaires. Puis, c'est à son retour à Montréal qu'il retourne en studio avec ses musiciens habituels pour finaliser le tout avec six dernières pièces ajoutées.

## Liste des chansons
| No  | Titre                               | Durée |
| --- | ----------------------------------- | ----- |
| 1.  | Take A Walk Around the Corner       | 4:01  |
| 2.  | Queen City Storm                    | 3:53  |
| 3.  | Highway Song                        | 4:20  |
| 4.  | The Dark End of the Street          | 5:27  |
| 5.  | Trouble                             | 4:10  |
| 6.  | My Lil' DeSoto                      | 2:50  |
| 7.  | Forty Days and Forty Nights         | 4:14  |
| 8.  | Last Night                          | 7:21  |
| 9.  | Letter to a Friend                  | 3:08  |
| 10. | Corrina, Corrina                    | 3:31  |
| 11. | Great Change (Since I've Been Born) | 3:00  |
| 12. | Death Don't Have No Mercy           | 4:46  |

## Crédits
- Guy Bélanger - Harmonicas, voix
- André Lachance - Guitares électriques et solo, lap steel, voix
- Studebaker John - Guitare électrique et voix
- Christian Martin -  Guitares électrique
- Felton Crews - Basse
- Marc-André Drouin  - Basse et contrebasse
- Kenny "Beedy Eyes" Smith - Batterie
- Michel Roy - Batterie
- Steve Strongman - Guitare électrique et voix (piste 2 et 10)
- Jimmy Johnson[Lequel ?] - Voix (piste 8)